# Le ragioni dell'aragosta
Le ragioni dell'aragosta è un film del 2007 diretto da Sabina Guzzanti e interpretato da un cast corale che vede, oltre alla stessa Guzzanti, anche Pier Francesco Loche, Francesca Reggiani, Cinzia Leone, Antonello Fassari e Stefano Masciarelli.
La pellicola, girata come un falso documentario, riunisce gran parte dei comici protagonisti di Avanzi, programma televisivo italiano dei primi anni 90 del XX secolo.

## Trama
Lo storico cast di Avanzi, chiamato a raccolta da Sabina Guzzanti, si ritrova a distanza di quindici anni nella borgata di Su Pallosu, nella Sardegna occidentale: scopo della rimpatriata è l'allestimento di uno spettacolo teatrale onde sensibilizzare l'opinione pubblica circa la crisi in cui versano i pescatori di aragoste nell'isola. Nel corso della preparazione dell'opera e dell'inevitabile ricordo dei vecchi tempi, ognuno degli amici rivela il proprio lato privato, i sogni, le ossessioni e le debolezze.

## Riconoscimenti
- 2008 – Nastro d'argento
  - Miglior produttore
- 2007 – Mostra internazionale d'arte cinematografica
  - Premio Brian